# Bomba volant
|  | No s'ha de confondre amb Bomba planadora. |

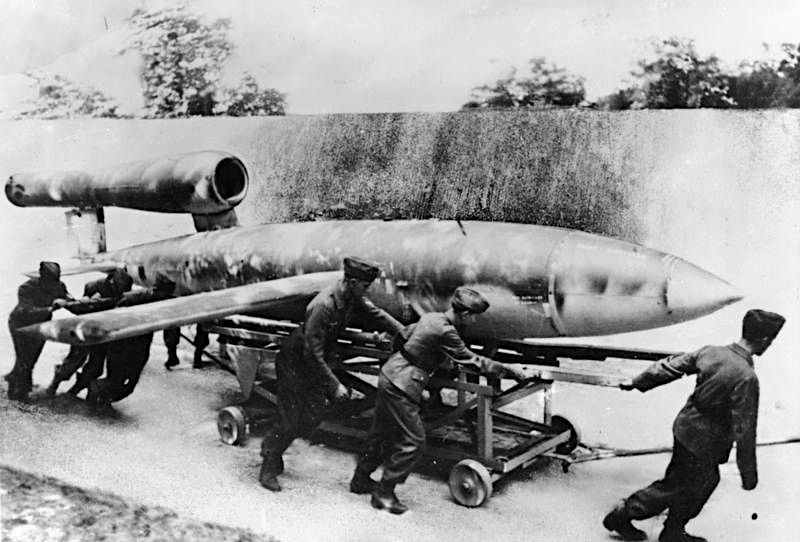
La bomba volant nazi V1, una de les armes més famoses d'aquest tipus.

Una bomba volant és una màquina o avió, pilotat o no, que porta una càrrega militar explosiva, considerat un precursor dels míssils de creuer actuals. A diferència d'un bombarder, que té la funció de lliurar les seves bombes i després tornar a la seva base per ser reutilitzades, una bomba volant explota sobre el seu objectiu i, per tant, és d'un sol ús.
El terme bomba volant s'associa principalment amb dues armes específiques de la Segona Guerra Mundial : el famós V1 alemany, que va ser utilitzat contra la ciutat de Londres, i el MXY-7 Ohka, una mica menys conegut però que va ser utilitzat pels japonesos contra els vaixells de la US Navy '. Si el primer era autònom, i es considera el primer míssil de creuer de la història, el segon estava controlat per un pilot kamikaze, que es va sacrificar per complir la seva missió.

## Història

### Primera Guerra Mundial: els primers conceptes

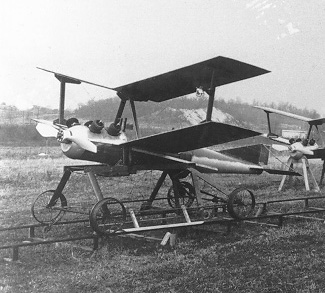
El Kettering Bug de ' exèrcit dels EUA

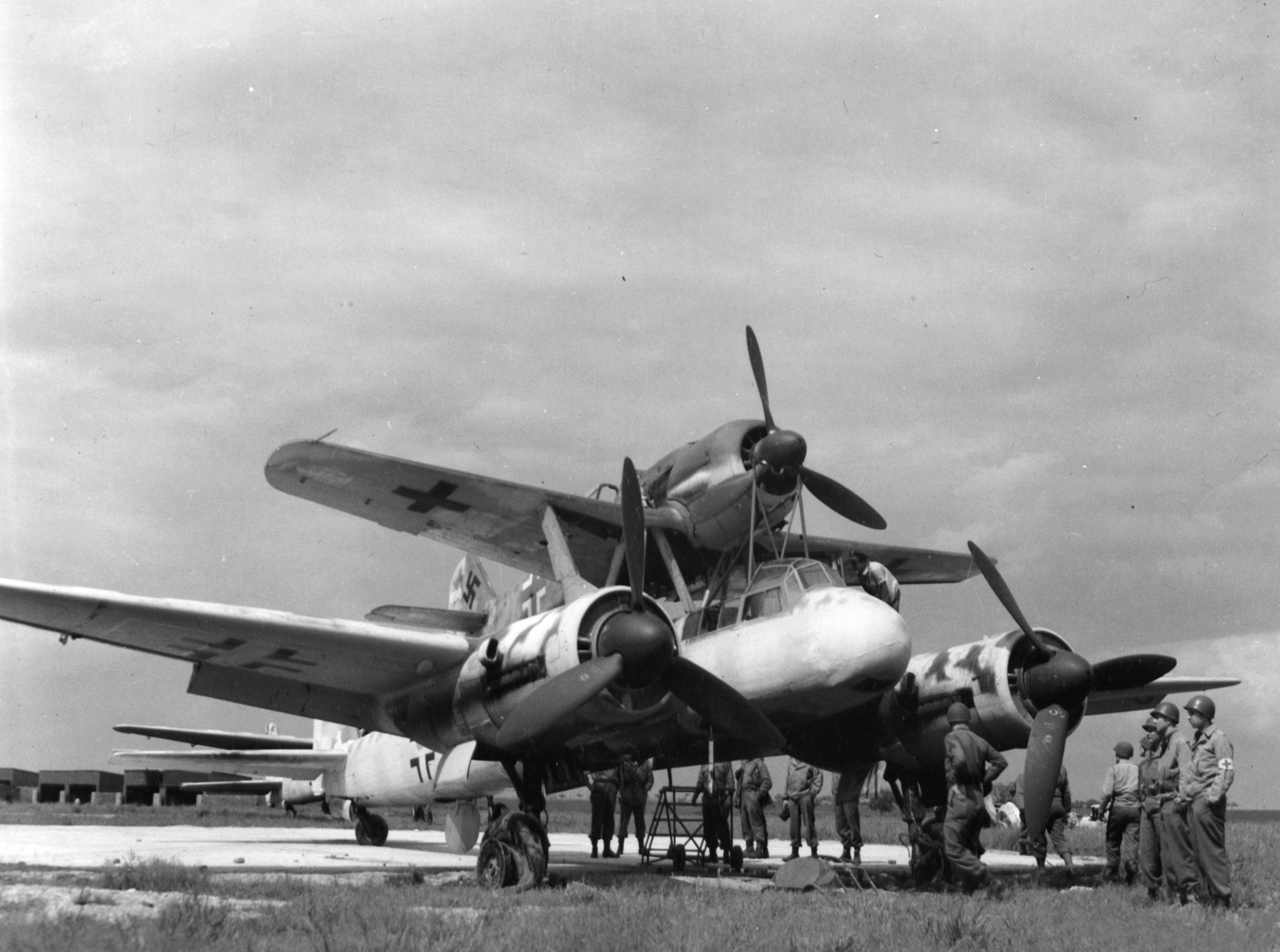
Un Mistel d'entrenament, capturat pels aliats al final de la guerra.

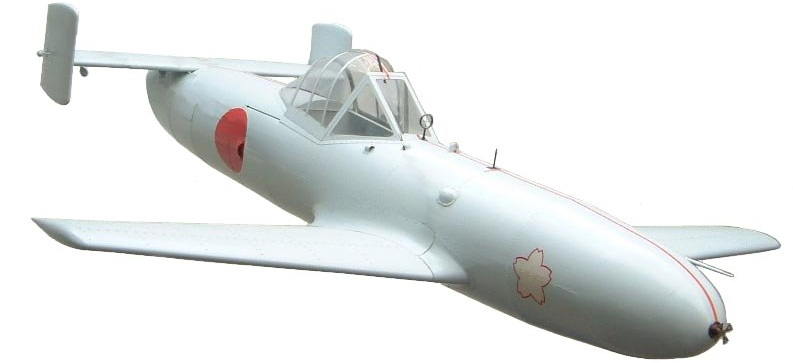
' Ohka, a míssil pilotat » Japonès destinat a atacs suïcides contra vaixells nord -americans al Pacífic.

El concepte de bomba volant no data només de la Segona Guerra Mundial. El primer intent de crear una màquina d'aquest tipus, que es va designar com "torpede aeri" (en anglès: «aerial torpedo») a la ' Marina dels EUA, va ser la realitzada per Elmer Sperry per a la Marina dels EUA el 1916. L'enginy es va anomenar Hewitt-Sperry Automatic Airplane i es basava en un hidroavió Curtiss N-9. Això va conduir al disseny d'un dispositiu especialitzat, la bomba volant Curtiss-Sperry, que de fet no va tenir èxit gairebé del tot. ' exèrcit nord-americà també va intentar desenvolupar una bomba volant durant Primera Guerra Mundial, el Kettering Bug, però la guerra va acabar abans que el programa arribés a la maduresa, i l'arma mai es va utilitzar en combat.
Per la seva banda, els britànics van utilitzar els principis de pilotatge automàtic desenvolupats pel professor Archibald Low per desenvolupar el Ruston Proctor AT, un biplà radiocontrolat que s'havia d'utilitzar contra els bombarders Zeppelin alemanys.

### Entre dues guerres: primers resultats tímids però concloents
Durant el període d'entreguerres els britànics van dur a terme més experiments amb el Larynx, un prototip dissenyat pel Royal Aircraft Establishment (RAE). Utilitzant els conceptes d'orientació del Proctor AT, havia de transportar una càrrega militar de 113,5 kg en una distància de més de 300 miles ( 482 km).
Concebut a partir de 8 agost 8 agost, es tractava d'un petit avió monoplà a ala mediana i fuselatge tubular entoilé, guiat per un sistema de pilotatge automàtic utilitzant giroscopis i propulsat per un motor Armstrong Siddeley <i id="mwhQ">Linx IV</i> donant-li una velocitat màxima de 320 km/h km/h, més elevada que la dels caçadors contemporanis,.
Malgrat alguns resultats apreciables, el dispositiu va resultar massa sensible a les condicions meteorològiques i massa imprecís en la seva navegació per ser considerat útil contra qualsevol altra cosa que no siguin grans objectius i, després de la producció de només set prototips, el projecte va ser abandonat,.

### Segona Guerra Mundial: el clímax
La Segona Guerra Mundial va reviure el disseny de les bombes volants. Els alemanys van desenvolupar armes del tipus " Mistel ", que eren funcionals i s'utilitzaven en combat, però que gairebé no tenien èxit al camp de batalla. Els Mistels eren un conjunt de dos avions, un caça petit, que estava tripulat, i un altre molt més gran, no tripulat, que era un bombarder mitjà modificat que contenia una càrrega de forma enorme (majoritàriament un Junkers Ju 88 ). El bombarder estava estibat sota el caça, des del qual el pilot va guiar el conjunt fins a apropar-se a l'objectiu. Llavors l'alliberaria i la deixava lliscar cap a l'objectiu. L'arma alemanya més coneguda, però, segueix sent la V1, que es va utilitzar en gran nombre a Londres el 1944 per intentar desmoralitzar els britànics i a partir d'octubre de 1944 a Anvers intentant destruir el port que ja estava en mans dels aliats. tropes. Aleshores va ser substituït en aquest paper pel coet V2, que es considera el primer míssil balístic de la història.
Els nord-americans també van dissenyar armes que es podrien descriure com a bombes volants durant aquest conflicte. Tanmateix, generalment rebien la designació de “ drons d'assalt » ( drons d'assalt). Alguns exemples inclouen el Fairchild BQ-3, el Fleetwings BQ-2 o l'Interstate TDR. La majoria d'aquestes màquines eren avions convencionals amb prou feines modificades, carregades amb explosius i controlades a distància per un avió seguidor, encara que també podien ser pilotades de manera convencional per a les fases de prova de vol i els vols en ferry. Cap d'aquests projectes va avançar més enllà de l'etapa experimental i tots van ser abandonats ràpidament. Eren massa cars, inutilitzables o s'enfrontaven a problemes importants i retards en el desenvolupament. A més, s'acceptava generalment que els bombarders convencionals eren almenys tan efectius i, per tant, el seu desenvolupament ja no semblava realment necessari.
Una famosa missió vinculada a l'ús d'aquestes armes és la " Operació Enclusa ", que va costar la vida al pilot Joseph Patrick Kennedy, Jr., germà de John Fitzgerald Kennedy (que més tard esdevingué president dels Estats Units ). Va perdre la vida el 12 d'agost de 1944.a bord d'un B-24 Liberator.. L'avió va haver de ser pilotat per a l'enlairament, després i abans de sortir de la costa anglesa, el pilot havia de saltar en paracaigudes deixant els comandaments a un pilot que volava en un avió que l'acompanyava, però va explotar abans que Kennedy tingués temps de saltar en paracaigudes.
Finalment, el Japó també va desenvolupar bombes volants durant la guerra del Pacífic. Sovint es coneix com " míssils pilotats ", " avions suïcides ", o " avions kamikaze ", aquestes armes eren operades per pilots disposats a sacrificar les seves vides pel seu emperador. Tanmateix, cal diferenciar entre avions suïcides o kamikaze, que eren avions clàssics utilitzats per atacar un objectiu, i míssils pilotats reals, com ' Ohka, que s'havien dissenyat únicament per a aquest propòsit. ' Ohka va ser l'únic míssil pilotat que va completar amb èxit algunes missions durant la Segona Guerra Mundial. Per exemple, va aconseguir trencar en dos i enfonsar el destructor USS Mannert L. Abele USS Mannert L. Abele i va danyar un altre destructor, l'USS Hugh W. Hadley, tant és així que mai es va reparar.
També es va dissenyar una versió pilotada del V1, el " Reichenberg ", però els líders del Tercer Reich van considerar que el sacrifici dels pilots alemanys era contrari a la doctrina nazi i el projecte va ser cancel·lat.

### Ressorgiments en l'època contemporània

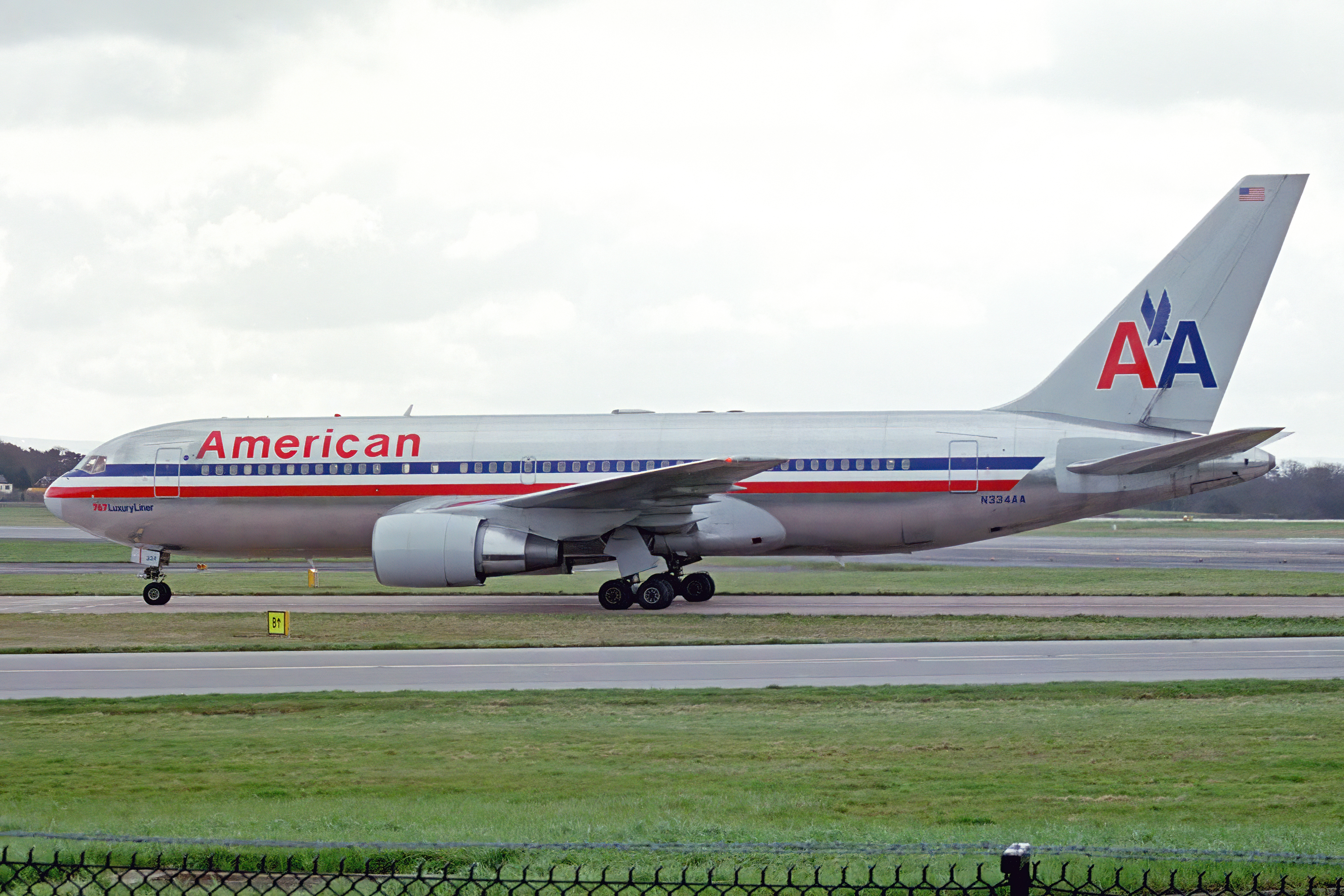
El Boeing 767, avió suïcida del World Trade Center.

Si ara, les càrregues explosives autosuficients són generalment míssils sofisticats, encara hi ha exemples actuals.
El cas més emblemàtic és el desviament de l'ús d'avions comercials per part de terroristes suïcides, l'11 de setembre de 2001, per projectar-los en edificis, aprofitant l'inflamabilitat dels tancs de querosè encara plens a l'enlairament. El resultat al World Trade Center va superar les seves pròpies projeccions en provocar la destrucció d'ambdues torres en la seva totalitat, quan només esperaven danyar-les parcialment. Aquest atac és la causa d'un enduriment important de la seguretat aèria des d'aquell moment.
Amb el progrés de la tecnologia de drons teledirigits a grans distàncies, ara també és possible remolcar una petita bomba casolana a través de l'aire fins a un objectiu, cosa que planteja nous reptes per a la protecció de personatges públics o llocs industrials sensibles (sobretot l'energia nuclear plantes).

## Tipus de bombes volants
Les bombes volants podien ser pilotades o no pilotades. També podrien ser propulsats o no, però models no propulsats, com l' ASM-N-2 Bat de ' Marina dels EUA o el Hagelkorn (en)</link> i German Fritz bombes flotants », terme que encara existeix avui dia per a certes armes de precisió com HOPE/HOSBO (en)</link> Arma de separació conjunta alemanya o nord-americana AGM-154.
Les bombes volants eren conceptualment més aviat properes als míssils de creuer actuals (per exemple, el BGM-109 Tomahawk ), perquè tenien ales que els proporcionaven una sustentació suficient per no perdre alçada (a diferència de les bombes de planeig), i generalment tenien un o més motors en marxa fins a l'impacte.